# Animación dibujada sobre película
Animación dibujada sobre película, también conocida como animación directa o animación sin cámara, es una técnica de animación donde la película es producida por la creación de imágenes directamente en la película de cine, opuesto a cualquier otro tipo de animación donde las imágenes u objetos son fotografiados cuadro por cuadro con la animación de cámara. 

## Técnicas

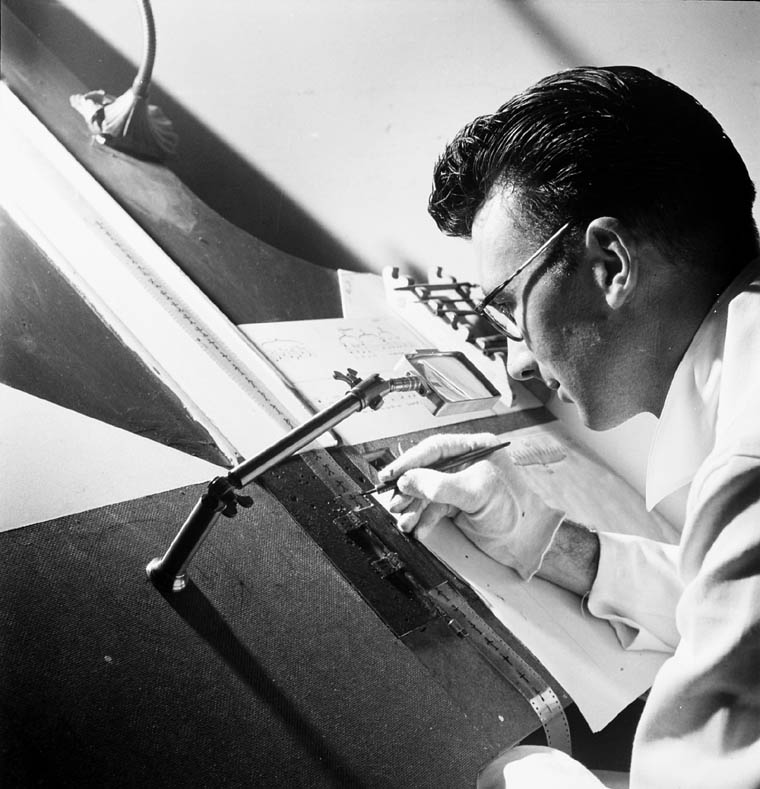
Norman McLaren dibujando sobre película.

Existen dos métodos básicos para producir animación directamente en la película. Uno empieza con la película vacía, el otro con la película en negro (ya desarrollada). En la película vacía el artista puede dibujar, pintar, estampar, o incluso pegar o grabar objetos. Películas en negro (o cualquier película) puede ser combinada infinitamente. Los bordes del  fotograma pueden ser observados o completamente ignorados, el metraje encontrado puede ser incluido, cualquier imagen existente puede ser distorsionada de forma mecánica o lo que ello signifique. Un tercer método toma lugar en un cuarto obscuro, usando películas no expuestas a la luz que son expuestas cuadro por cuadro.  Los artistas colocan objetos sobre las películas existentes y después usan un rayo de luz pequeño para crear las imágenes. Esta tercer categoría de trabajo tiene que ser enviada a un laboratorio y procesada, justo como películas creadas con una cámara.
Formatos largos como 70 o la Película de 35 mm pueden ser preferidos por su área de trabajo relativamente larga, pero la animación directa está hecha en Película de 16 mm o incluso película Super 8 mm también. Desde que la tira de sonido en películas de 35 mm son ópticas, es posible crear sonido sintético además de imágenes por dibujo o en otro caso reproducir formas en el área de la banda sonora.
Los primeros y más conocidos practicantes de la animación dibujada sobre película Len Lye, Norman McLaren, Stan Brakhage, más tarde inclusive los artistas Steven Woloshen, Richard R. Reeves y Baerbel Neubauer, fueron quienes produjeron numerosas películas animadas usando estos métodos. Su trabajo abarca completamente entre la narrativa y totalmente la animación abstracta. Otros cinematógrafos en los años 60 expandieron la idea y sometieron a la película de cine a métodos cada vez más radicales, hasta el punto donde la película era destruida en el proceso de proyección. Algunos artistas hicieron de esta destrucción una declaración, otros fueron un paso atrás y copiaron el trabajo original de cine para conseguir una copia de proyección.
La animación directa puede ser no costosa para producir una película; puede ser incluso hecha sobre tomas eliminadas, o cintas de otras películas descartadas de otros proyectos. Es una forma de animación que es atractiva para principiantes como para artistas establecidos por igual. Norman McLaren escribió una corta introducción ilustrada "¿Cómo hacer películas animadas sin una cámara?", la cual fue publicada originalmente por la UNESCO en 1949. Helen Hill publicó una colección llamada Recetas para el desastre que incluye un rango amplio de enfoques para crear imágenes directamente en la película. Hoy en día, la animación sin cámara está empezado a ser producida en todo el mundo.

## Animadores y películas
- En 1912, futuristas italianos Arnaldo Ginna y Bruno Corra discutían sus nueve películas abstractas (ahora perdidas) en su texto  Abstract Cinema – Chromatic Music.
- En 1916, la pianista americana de concierto Mary Hallock-Greenewalt produjo cintas de películas pintadas a mano, posiblemente planeadas para su proyección en su "color organ", Sarabet.
- En 1926 Man Ray creó Emak Bakia, la cual incluye secuencias hechas exponiendo la película directamente a la luz.
- En 1935 Len Lye creó la primera película proyectada en pantalla a una audiencia general, la cual era una promoción para la Oficina Británica General de Correos titulada A Colour Box además de su película "Kaleidoscope". Lye y Norman McLaren produjeron películas pintadas a mano para John Grierson en la unidad de filmación GPO. Lye fue a crear y dirigir películas en Nueva York.
- Empezando en 1941, McLaren continuó su trabajo en la National Film Board of Canada (NFB), fundando la unidad de animación NFB. Las películas de NFB dirigidas y cocreadas por McLaren incluye Boogie-Doodle (1941),[1] Hen Hop (1942),[2] Begone Dull Care (1949) y Blinkity Blank (1955).
- En 1946, Harry Smith produjo películas pintadas a mano en San Francisco que fueron proyectadas en las series Art in Cinema en el San Francisco Museum of Art.
- En 1970, José Antonio Sistiaga exhibió su primera película pintada a mano, el épico silencio ... era erera baleibu izik subua aruaren ..., en Madrid.
- Stan Brakhage, Mothlight (1963)
- Harry Everett Smith
- Pierre Hébert, Memories of War (1982)
- Steven Woloshen producido y dirigido Ditty Dot Comma (2001, 3 min).